# Grainville-Langannerie
Pour les articles homonymes, voir Grainville (homonymie).
Grainville-Langannerie est une commune française, située dans le département du Calvados en région Normandie, peuplée de 786 habitants.

## Géographie

### Hydrographie
La commune est située dans le bassin Seine-Normandie. Elle n'est drainée par aucun cours d'eau,.

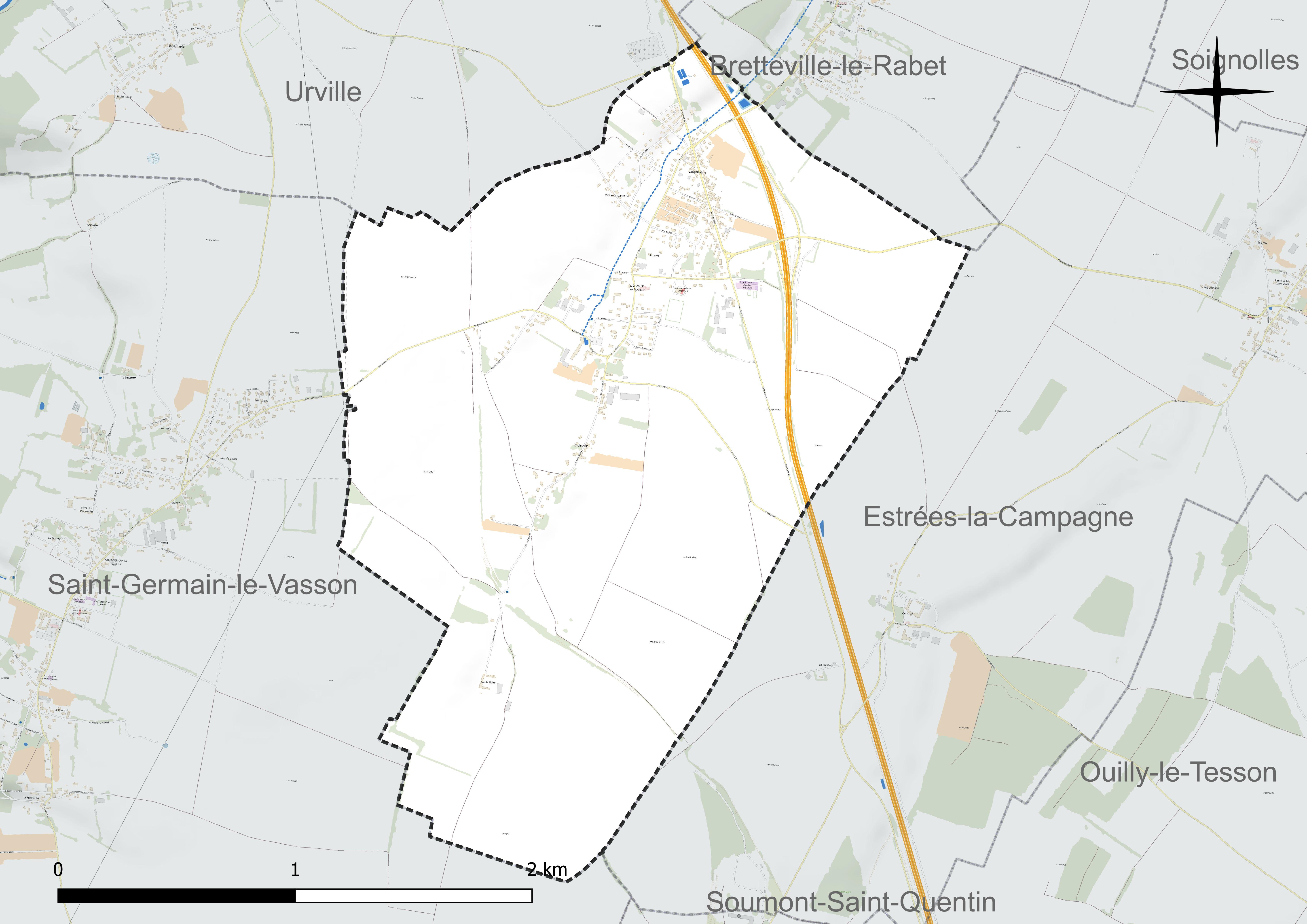
Réseau hydrographique de Grainville-Langannerie.

### Climat
Pour des articles plus généraux, voir Climat de la Normandie et Climat du Calvados.
En 2010, le climat de la commune est de type climat océanique franc, selon une étude du CNRS s'appuyant sur une série de données couvrant la période 1971-2000. En 2020, Météo-France publie une typologie des climats de la France métropolitaine dans laquelle la commune est exposée à un climat océanique et est dans la région climatique  Normandie (Cotentin, Orne), caractérisée par une pluviométrie relativement élevée (850 mm/a) et un été frais (15,5 °C) et venté. Parallèlement le GIEC normand, un groupe régional d'experts sur le climat, différencie quant à lui, dans une étude de 2020, trois grands types de climats pour la région Normandie, nuancés à une échelle plus fine par les facteurs géographiques locaux. La commune est, selon ce zonage, exposée à un « climat des plateaux abrités », correspondant à la plaine agricole de Caen à Falaise, sous le vent des collines de Normandie et proche de la mer, se caractérisant par une pluviométrie et des contraintes thermiques modérées.
Pour la période 1971-2000, la température annuelle moyenne est de 10,2 °C, avec  une amplitude thermique annuelle de 12,4 °C. Le cumul annuel moyen de précipitations est de 744 mm, avec 12,1 jours de précipitations en janvier et 7,4 jours en juillet. Pour la période 1991-2020, la température moyenne annuelle observée sur la station météorologique la plus proche, située sur la commune de Saint-Sylvain à 6 km à vol d'oiseau, est de 11,5 °C et le cumul annuel moyen de précipitations est de 681,2 mm,. Pour l'avenir, les paramètres climatiques de la commune estimés pour 2050 selon différents scénarios d'émission de gaz à effet de serre sont consultables sur un site dédié publié par Météo-France en novembre 2022.

## Urbanisme

### Typologie
Au 1er janvier 2024, Grainville-Langannerie est catégorisée bourg rural, selon la nouvelle grille communale de densité à 7 niveaux définie par l'Insee en 2022.
Elle est située hors unité urbaine. Par ailleurs la commune fait partie de l'aire d'attraction de Caen, dont elle est une commune de la couronne,. Cette aire, qui regroupe 296 communes, est catégorisée dans les aires de 200 000 à moins de 700 000 habitants,.

### Occupation des sols
L'occupation des sols de la commune, telle qu'elle ressort de la base de données européenne d'occupation biophysique des sols Corine Land Cover (CLC), est marquée par l'importance des territoires agricoles (84 % en 2018), une proportion sensiblement équivalente à celle de 1990 (84,7 %). La répartition détaillée en 2018 est la suivante : 
terres arables (84 %), zones urbanisées (16 %). L'évolution de l'occupation des sols de la commune et de ses infrastructures peut être observée sur les différentes représentations cartographiques du territoire : la carte de Cassini (XVIIIe siècle), la carte d'état-major (1820-1866) et les cartes ou photos aériennes de l'IGN pour la période actuelle (1950 à aujourd'hui).

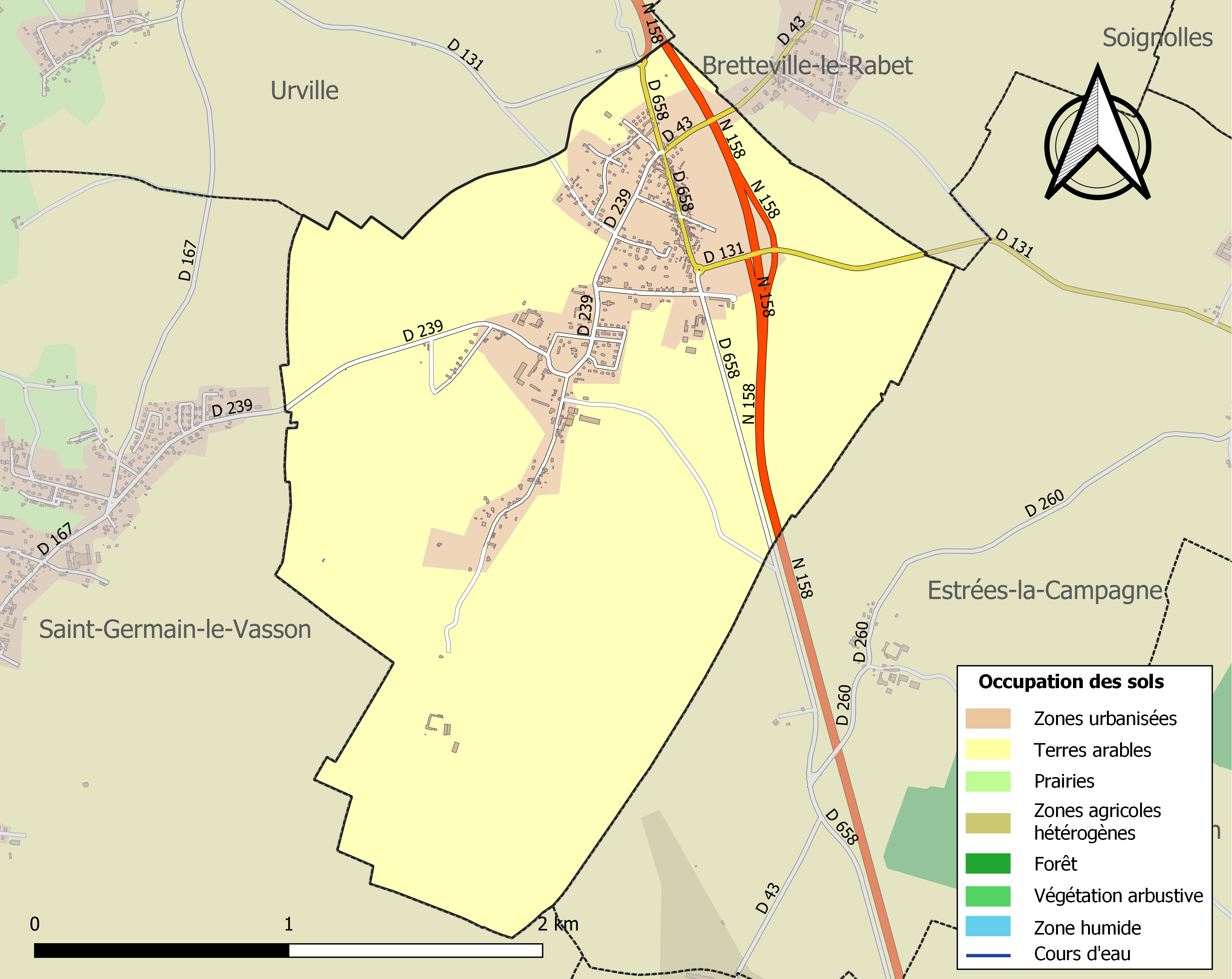
Carte des infrastructures et de l'occupation des sols de la commune en 2018 (CLC).

## Toponymie
Toponyme composé de Grainville, attesté sous les formes Garenvilla, Guarinvilla en 1196, et Langannerie qui vient sans doute du vieux français engan, enganerie du bas latin ingannare (« tromper ») « lieu où l'on filoute » ; le village était à l'origine une halte de poste.

## Histoire
Au XVIIIe siècle, une nouvelle route allant de Caen à Falaise fut aménagée. Au XIXe siècle, on construisit un hameau relais de poste à Grainville-Langannerie qui se trouvait à mi-parcours entre les deux villes. En 1830, on y trouvait sept auberges avec écuries, un poste aux chevaux et six à huit diligences.

## Politique et administration
| Période                                  | Période   | Identité                | Étiquette     | Qualité |
| ---------------------------------------- | --------- | ----------------------- | ------------- | --- |
| avant 1995                               | mars 2001 | Jean-Claude Kleinclauss |               | |
| mars 2001                                | 2020      | François Besnard        | SE puis MoDem | Employé de La Poste |
| 2020                                     | En cours  | Sandrine Romagné        | SE            | Commerçante, présidente de la ligue régionale Normandie de rugby, suppléante du député Horizons Jérémie Patrier-Leitus depuis 2022. |
| Les données manquantes sont à compléter. |           |                         |               | |

## Démographie
L'évolution du nombre d'habitants est connue à travers les recensements de la population effectués dans la commune depuis 1793. Pour les communes de moins de 10 000 habitants, une enquête de recensement portant sur toute la population est réalisée tous les cinq ans, les populations de référence des années intermédiaires étant quant à elles estimées par interpolation ou extrapolation. Pour la commune, le premier recensement exhaustif entrant dans le cadre du nouveau dispositif a été réalisé en 2007.
En 2022, la commune comptait 786 habitants, en évolution de +9,32 % par rapport à 2016 (Calvados : +1,58 %, France hors Mayotte : +2,11 %).
| 1793 | 1800 | 1806 | 1821 | 1831 | 1836 | 1841 | 1846 | 1851 |
| ---- | ---- | ---- | ---- | ---- | ---- | ---- | ---- | ---- |
| 178  | 154  | 184  | 171  | 174  | 199  | 430  | 482  | 453  |

| 1856 | 1861 | 1866 | 1872 | 1876 | 1881 | 1886 | 1891 | 1896 |
| ---- | ---- | ---- | ---- | ---- | ---- | ---- | ---- | ---- |
| 432  | 397  | 407  | 387  | 388  | 376  | 360  | 341  | 308  |

| 1901 | 1906 | 1911 | 1921 | 1926 | 1931 | 1936 | 1946 | 1954 |
| ---- | ---- | ---- | ---- | ---- | ---- | ---- | ---- | ---- |
| 325  | 335  | 332  | 341  | 308  | 417  | 382  | 355  | 405  |

| 1962 | 1968 | 1975 | 1982 | 1990 | 1999 | 2006 | 2007 | 2012 |
| ---- | ---- | ---- | ---- | ---- | ---- | ---- | ---- | ---- |
| 466  | 531  | 539  | 498  | 466  | 522  | 626  | 641  | 727  |

| 2017 | 2022 | - | - | - | - | - | - | - |
| ---- | ---- | - | - | - | - | - | - | - |
| 701  | 786  | - | - | - | - | - | - | - |

## Lieux et monuments
- Église Saint-Étienne de Grainville-Langannerie.

Un cimetière militaire polonais est situé sur la commune. Il comprend 696 tombes de soldats polonais qui ont combattu durant la bataille de Normandie en août 1944, surtout les hommes de la 1re division blindée polonaise du général Stanislaw Maczek.
Le président de la République François Hollande y est venu, le 6 juin 2014, rendre hommage à ces soldats polonais, à l'occasion des cérémonies commémorant le 70e anniversaire du débarquement en Normandie.

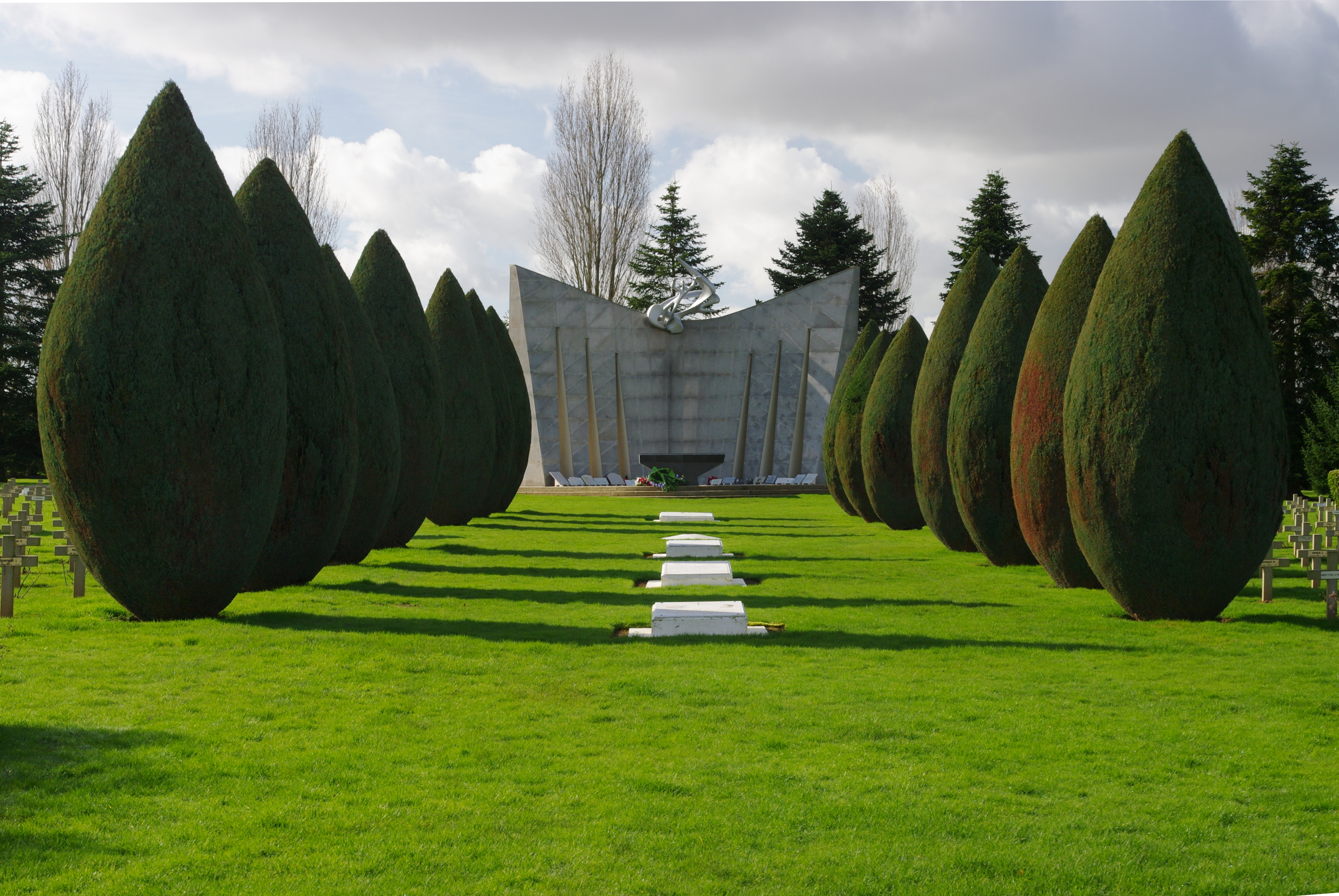
Le cimetière polonais.
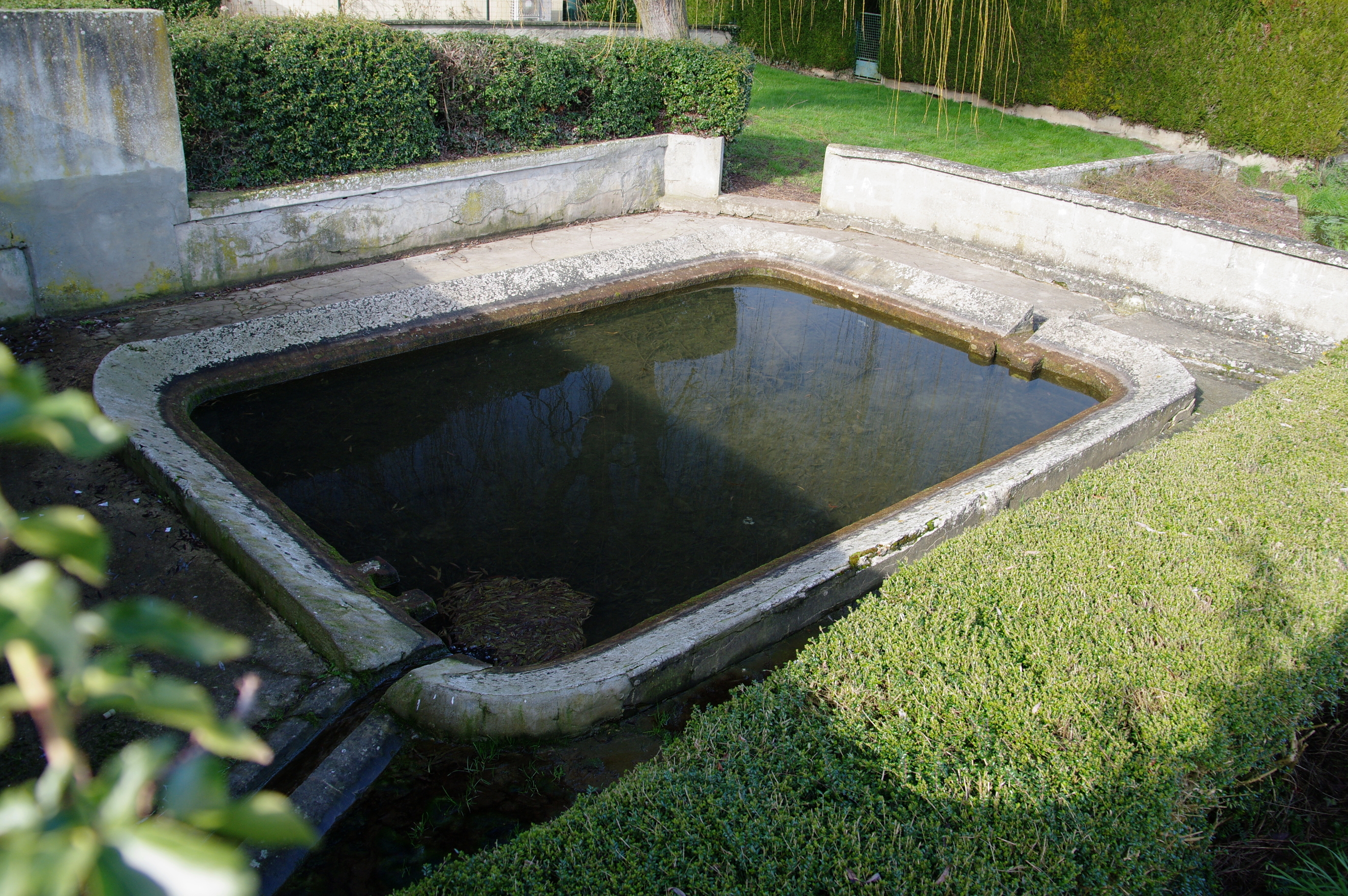
Le lavoir.
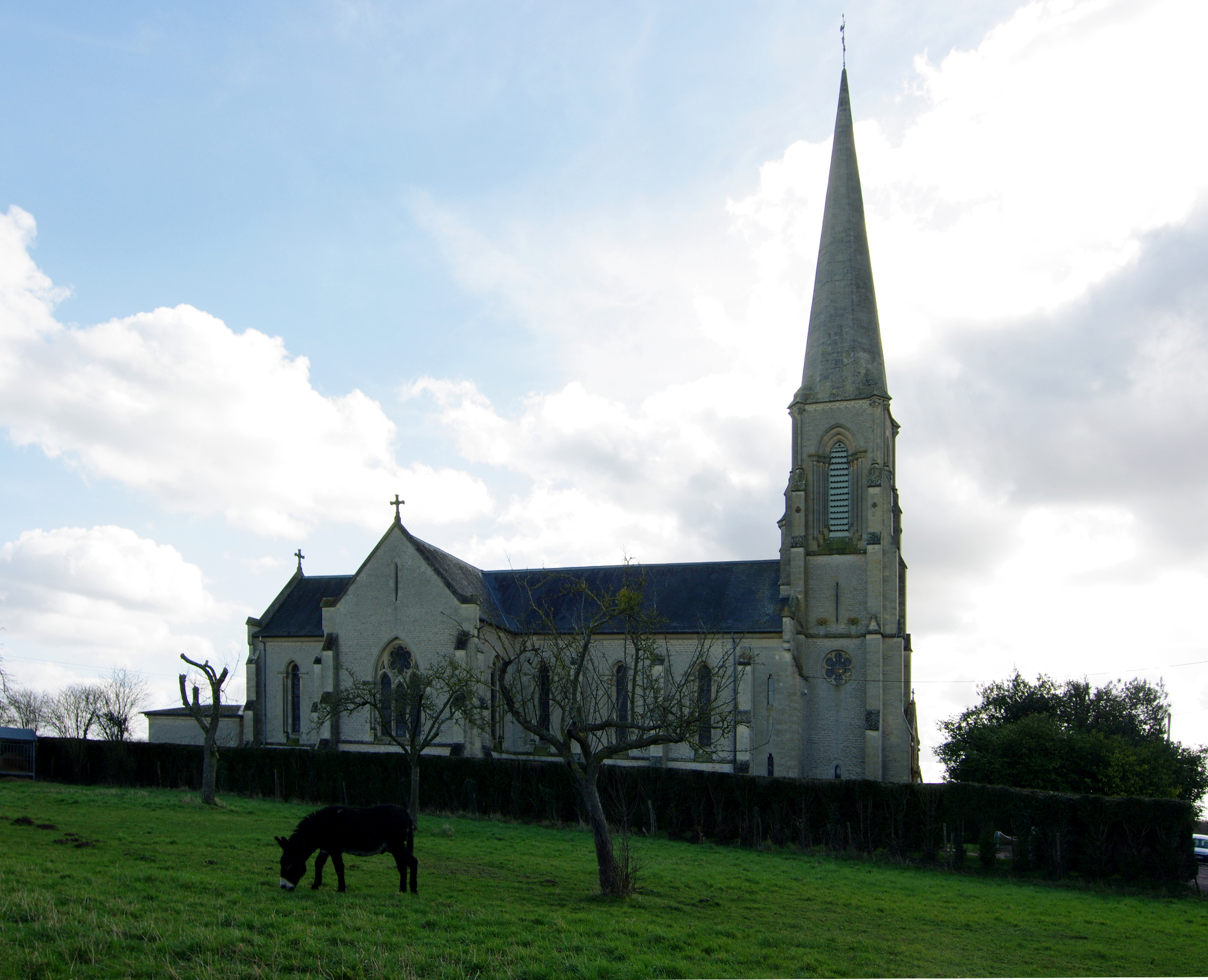
L'église Saint-Étienne.
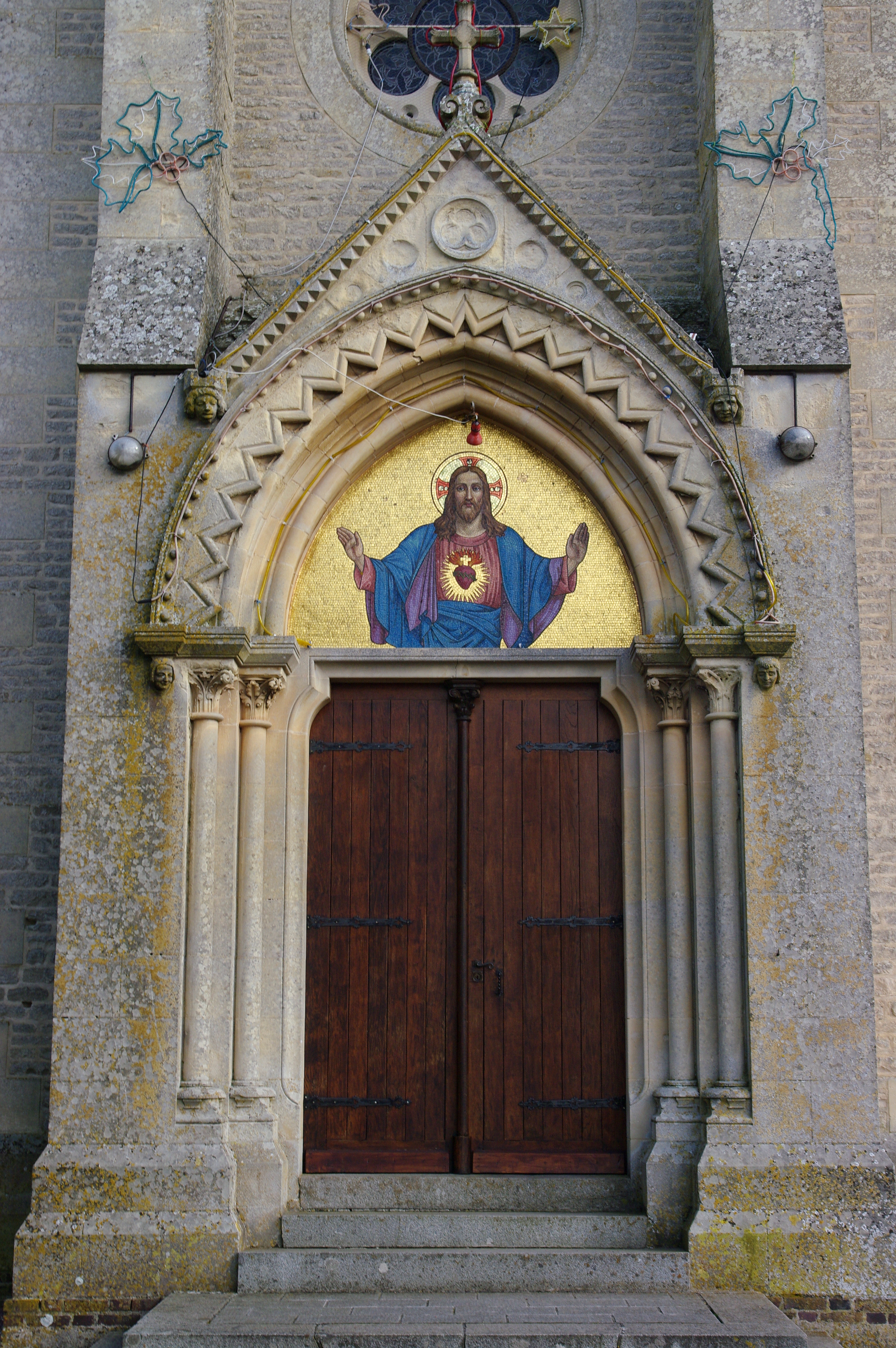
Le portail d'entrée.
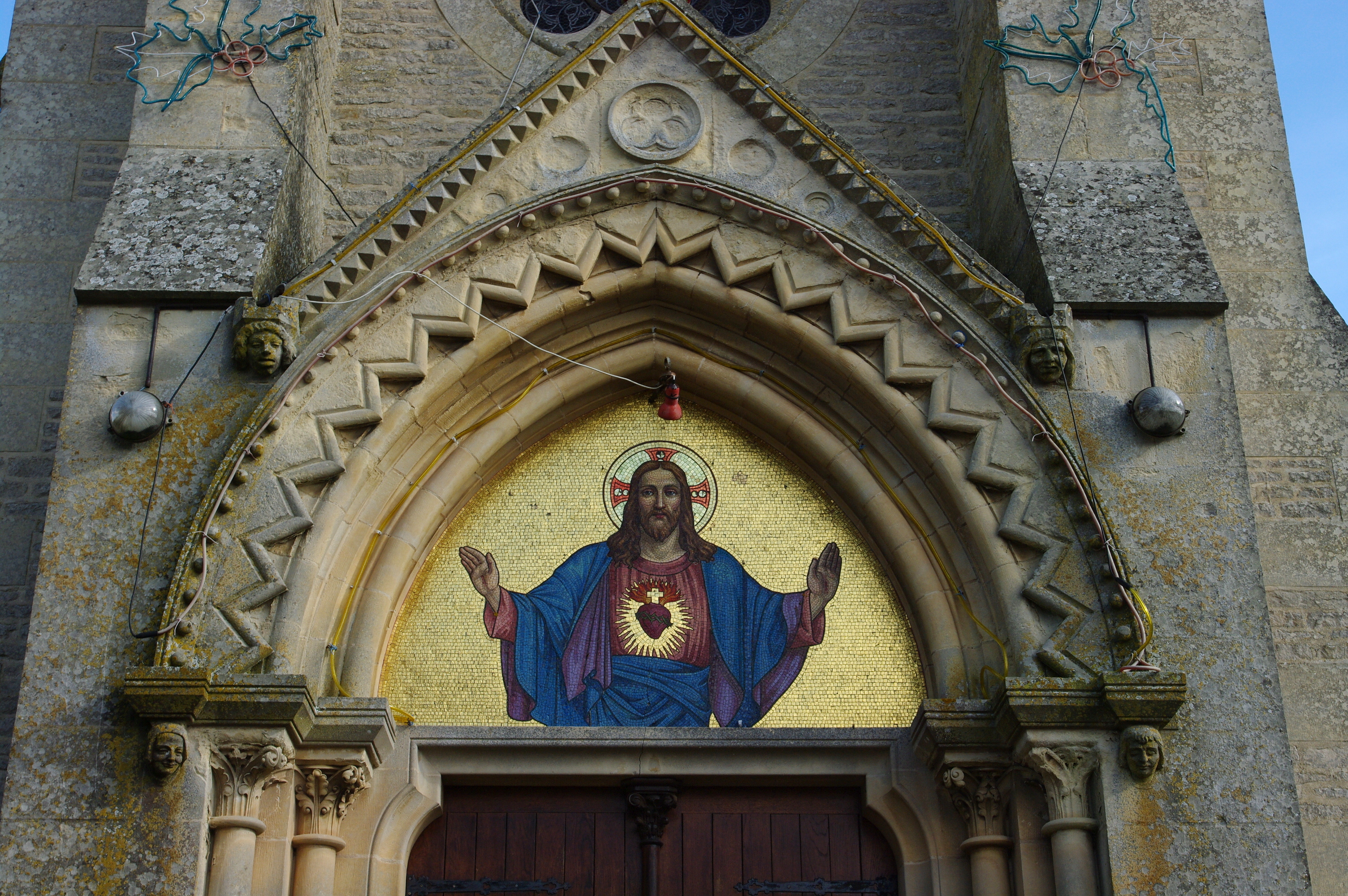
Détail.

## Personnalités liées
- Léopold Granger (1842-1930), chanoine honoraire de Bayeux né à Grainville-Langannerie, enterré devant le porche de l'église.